# Гайнріх Карл Бруґш
Гайнріх Карл Бруґш (нім. Heinrich Karl Brugsch; 18 лютого 1827, Берлін — 9 вересня 1894, Шарлоттенбург) — німецький дослідник, єгиптолог.

## Життєпис
Гайнріх Карл Бруґш народився 18 лютого 1827 року в Берліні в протестантській родині військового, але був охрещений як католик на бажання діда. Спочатку Гайнріх вчився в одній з найстаріших французькій гімназії у Берліні, але в кінці року показав низькі бали, тому був переведений до реальної гімназії, де став взірцевим учнем. Підбадьорюваний вчителями і власним інтересом, рано почав цікавитися історією Давнього світу, зокрема історією Єгипту. Він часто відвідував Єгипетський музей і зібрання папірусів у Палаці Монбіжу і почав робити спроби дешифрування єгипетського письма. Директор музею звернув увагу на допитливого маленького відвідувача і дозволив його користуватися закритою бібліотекою. Відчуваючи підтримку, хлопчик насмілився скласти граматику демотичного письма. На нього звернув увагу відомий єгиптолог Карл Лепсіус, але більш детально з ним ознайомившись, не повірив у його можливості.
У 1848 р. Бруґш закінчив гімназію і в тому ж році опублікував свою першу роботу «Scriptura Aegyptiorum demotica». Ця робота характеризувала його як геніального дешифрувача демотичного письма, хоча він і використав попередні досягнення Томаса Юнга. На молодого дослідника звернув увагу король Пруссії Фрідріх-Вільгельм IV і Александер фон Гумбольдт і кожен з них по своєму його підтримував. Тим не менше, Лепсіус і далі демонстрував неприязнь до Бруґша і не дозволив йому відвідувати свої лекції. Проте той без проблем продовжив навчання в Лондоні, Парижі й Турині.
У 1851 р. Бруґш одружився, але це не завадило йому зробити довготривалу експедицію на кошти короля у Єгипет, де він зустрівся з французьким вченим Огюстом Маріеттом, ініціатору заснування Каїрського єгипетського музею. Повернувшись з Єгипту у 1854 р., Бруґш захистив докторську дисертацію, в через три роки повернувся до Єгипту. У 1861 р. він разом з німецьким посольством побував у Персії, а у 1864 р. заснував «Часопис єгипетської мови і старожитностей» (нім. Zeitschrift für Ägyptische Sprache und Altertumskunde) і в тому ж році був призначений прусським послом у Каїрі. Повернувшись до Німеччини у 1868 р., Бруґш одружився вдруге і мав у цьому шлюбі п'ятеро дітей (і від попереднього троє або четверо). В цей же час він стає професором єгиптології у Геттінгенському університеті. Однак Бруґш не встиг вписатися в наукове життя Німеччини, бо знову поїхав до Єгипту на запрошення віце-короля Ізмаїла Паши керувати Школою єгиптології. В Єгипті Бруґша високо цінували, йому був присвоєний титул бея, і він репрезентував Єгипет на всесвітніх виставках у Відні і Філадельфії. За високі заслуги йому було надано наступний титул паші.

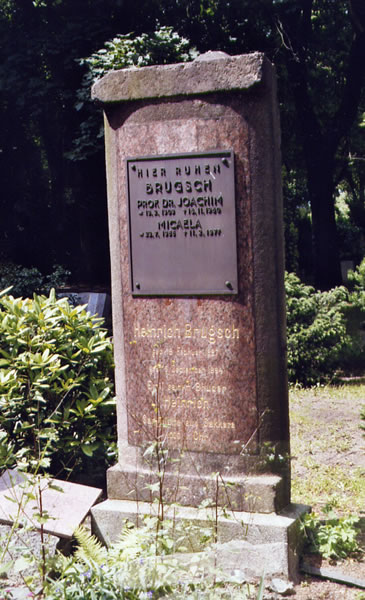
Могила Бруґша

Звичайно, не менше Бруґш цінувався на батьківщині і був удостоєний честі супроводжувати принца Фрідріха у його поїздках до Єгипту і Сирії. Після цього він ще раз побував з Посольством у Персії і знову у Єгипті. Заслуги Бруґш визнавалися і в Російській імперії, де він був обраний членом-кореспондентом Російської Імператорської академії наук (РАН), будучи вже академіком у Прусської академії наук. Карл Бруґш помер у віці 67 років і був похований на євангелістському цвинтарі у Шарлотенбурзі, передмісті Берліна. Надмогильним каменем поставлено кришку одного з єгипетських саркофагів.

## Наукова діяльність
Бруґш написав велику кількість робіт з історії, релігії і міфології, епіграфіки, мови і старожитностей Єгипту, а також кілька науково-популярних творів. Однак, очевидно, його наукова діяльність сприймалася колегами у Німеччині досить скептично, чому є зокрема ставлення до нього з боку Лепсіуса. У 1867 р. Бруґш видав у чотирьох томах свій «Ієрогліфічно-демотичний словник» (нім. Hieroglyphisch-demotisches Wörterbuch), у передмові до якого захищався від закидів, ніби дешифровані ним значення багатьох слів є сумнівними. Число коренів слів у його словнику складало 4650 одиниць, які були впорядковані за абеткою згідно з його транскрипцією. Він виходив із засади, що користувачі словників мають навчитися читати і транскрибувати давньоєгипетські тексти. При цьому він використовував для транскрипції не коптські букви, як це робив Жан-Франсуа Шампольйон, а латинські з використанням діакритичних знаків. Тринадцять років пізніше він видав більш досконалий словник з додатковими трьома томами, до якого він додав багато нових слів. Заснований ним «Часопис єгипетської мови і старожитностей» існує досі і є найстарішим виданням у цій галузі.

## Праці німецькою мовою
- Scriptura Aegyptiorum demotica. 1848
- Numerorum apud veteres Aegyptios demoticorum doctrina. 1849
- Die Inschrift von Rosetta. 1850
- Reiseberichte aus Ägypten. 1855
- Monuments de l'Égypte. 1857
- Geographische Inschriften altägyptischer Denkmäler. 3 Bde. 1857—1860
- Recueil des monuments égyptiens. 6 Tle. 1862—1885
- Reise der königlich preußischen Gesandtschaft nach Persien. 2 Bde. 1862/1863
- Hieroglyphisch-demotisches Wörterbuch. 7 Bde. 1867—1882